# Wolfgang Kubicki
Wolfgang Kubicki (Brunswick, 3 de marzo de 1952) es un político alemán del Partido Democrático Libre (FDP) y miembro del Bundestag desde 1990 hasta 1992 y desde 2017 hasta la actualidad. Ha sido vicepresidente federal del FDP desde diciembre de 2013. Desde el 24 de octubre de 2017 se desempeña como vicepresidente del Bundestag. De 1992 a 1993 y de 1996 a 2017 se desempeñó como presidente del grupo FDP en el Parlamento Regional Schleswigense-Holsteiniano.

## Biografía
Después de graduarse de la escuela secundaria en 1970 en Brunswick, Kubicki estudió economía en la Universidad de Kiel, donde Peer Steinbrück fue uno de sus compañeros de estudios. Se graduó en 1975. Después de eso, trabajó para una empresa de consultoría y desde 1978 en una oficina de asesoría fiscal. De 1981 a 1983 trabajó como investigador para el Partido Democrático Libre en el Parlamento Regional Schleswigense-Holsteiniano. Terminó una segunda licenciatura en derecho, completada mientras trabajaba, en la Universidad de Kiel en 1982 con el primer examen estatal. En 1985 completó el segundo examen estatal y desde entonces ha trabajado como abogado.

### Carrera política
Kubicki se unió al FDP en 1971. En 1972/73 fue vicepresidente federal de la Asociación Universitaria Liberal y en 1975/76 presidente estatal de los Jóvenes Demócratas en Schleswig-Holstein. Posteriormente, Kubicki fue elegido por primera vez para el comité ejecutivo estatal del FDP de Schleswig-Holstein en 1976, donde se desempeñó hasta 1988, ultimadamente como vicepresidente estatal.
De 1987 a 1989, fue presidente de la asociación distrital del FDP en Rendsburg-Eckernförde. Renunció a este cargo después de su elección como presidente estatal en septiembre de 1989. En septiembre de 1993, Kubicki renunció como presidente estatal a raíz del asunto del vertedero de Schönberg. Como presidente estatal, Kubicki también fue miembro del comité ejecutivo federal de los liberales. Lo ha vuelto a ser desde 1997. También fue el principal candidato de su partido en las elecciones estatales de Schleswig-Holstein de 1992, 2000, 2005, 2009 , 2012 y 2017.
En las elecciones estatales de 2012, el FDP, con Kubicki como principal candidato, obtuvo el 8,2% de los votos. Si bien esta fue una pérdida significativa en comparación con las elecciones estatales de 2009, cuando se logró el 14,9%, siguió siendo el segundo mejor resultado electoral logrado en Schleswig-Holstein. Previamente, el FDP había sido eliminado de seis parlamentos estatales. Por lo tanto, el resultado se consideró un éxito extraordinario, que se atribuyó principalmente a Kubicki y se denominó "efecto Kubicki". En las encuestas, logró el 54% de aprobación del electorado de Schleswig-Holstein (en comparación con el 18% del entonces presidente federal del partido Philipp Rösler) y el 63% vio grandes diferencias entre el FDP estatal y federal. Aunque Kubicki nunca había sido parco en críticas a las políticas federales de su propio partido, enfatizó que este resultado, que se percibió como una victoria electoral, fue precisamente también un éxito para el partido federal. Al hacerlo, contrarrestó claramente los rumores de golpe contra Rösler que habían surgido previamente incluso antes del final de la noche electoral. En agosto de 2012, Kubicki anunció su intención de postularse como el cabeza de lista del FDP de Schleswig-Holstein en las elecciones federales de 2013.
En la convención federal del FDP en 2013, Kubicki sucedió al entonces ministro de Desarrollo Dirk Niebel, quien fue eliminado en la primera ronda de votación, como asesor del presidium federal. Kubicki luego ganó en una votación contra el ministro de Salud, Daniel Bahr. El Congreso Extraordinario del FDP en diciembre de 2013 eligió a Kubicki como primer adjunto del nuevo líder del partido, Christian Lindner, con el 89,87% de los votos.  El congreso federal del FDP en 2015 confirmó a Kubicki en este cargo con el 94,2 % de los votos y el congreso federal de 2017 le confirmó con el 92,29 %.
Kubicki es miembro del Comité Ejecutivo del FDP y del consejo asesor de la Sociedad Germano-Árabe.